# Klompang Barat
Klompang Barat is een bestuurslaag in het regentschap Pamekasan van de provincie Oost-Java, Indonesië. Klompang Barat telt 2431 inwoners (volkstelling 2010).